# Francesc Balagué Gómez
Francesc Balagué Gómez   (Barcelona, p. dècada del 1950) és excompetidor de kàrting i dirigent esportiu d'entitats relacionades amb l'automobilisme.
Sorgit del món del kàrting, en el qual va competir entre 1970 i 1977 i va arribar a ser campió de Catalunya, va ser president de la Federació Catalana d'Automobilisme durant tretze anys, entre 1991 i 2004, sense tenir mai cap rival a les urnes. Va entrar a la Federació Catalana l'any 1972 com a secretari, posteriorment va ser vicepresident de la Comissió de Kàrting i més tard, vocal del Col·legi d'Oficials, abans d'arribar a la presidència. Des de 1979 fins al 1991 també va ser president de la Comissió Espanyola de Kàrting, de la qual es va convertir en el president d'honor en deixar el càrrec. Durant els mateixos anys en què va formar part de la Federació Internacional d'aquest esport, i fins al 2008 va seguir formant part de la junta directiva de la Federació Espanyola d'Automobilisme. En el seu mandat a la Federació Catalana va restablir les deteriorades relacions amb la Federació Espanyola, va sanejar la seva economia tot aconseguint generar recursos propis, va augmentar espectacularment el nombre de llicències i proves i l'any 2000 va inaugurar una nova seu al carrer Consell de Cent de Barcelona. En la mateixa etapa en què el RACC va entrar com a membre de ple dret a la Federació Internacional d'Automobilisme, el Ral·li Catalunya-Costa Brava va ser per primera vegada puntuable per al Campionat del Món, i el 10 de setembre de 1991 es va inaugurar el Circuit de Catalunya a Montmeló, que el 29 del mateix mes va acollir el seu primer Gran Premi de Fórmula 1, i es van iniciar les World Series by Nissan, viver de pilots de Fórmula 1, que a partir de 2005 es van disputar amb cotxes de Fórmula Renault.